# Schückhausen
Schückhausen ist eine Ortschaft in Hückeswagen im Oberbergischen Kreis im Regierungsbezirk Köln in Nordrhein-Westfalen (Deutschland).

## Lage und Verkehrsanbindung
Schückhausen liegt im südwestlichen Hückeswagen an der Grenze zu Wermelskirchen nahe Straßweg. Weitere Nachbarorte sind Bockhacken, Straßburg, Kotthausen, Wickesberg, Purd und Wermelskirchen-Bergstadt. Der Ort ist über zwei Stichstraßen von der Landesstraße L 68 bei Straßburg und bei Bockhacken zu erreichen.
Schückhausen liegt im Einzugsgebiet des Purder Bachs, der nach dem Zusammenfluss mit dem Bach Große Dhünn in die Große Dhünntalsperre mündet.

## Geschichte
1481 wurde der Ort das erste Mal in einer Spendenliste für den Marienaltar der Hückeswagener Kirche urkundlich erwähnt. Die Schreibweise der Erstnennung war Schuynckhusen.
Im 18. Jahrhundert wurde zwischen den benachbarten Wohnplätzen Oberschückhausen und Niederschückhausen unterschieden, die ab Beginn des 19. Jahrhunderts einen gemeinsamen Ortsbereich bildeten. Die beiden Orte gehörten bis 1806 zum bergischen Amt Bornefeld-Hückeswagen. 1815/16 lebten 49 Einwohner in Oberschückhausen und 25 Einwohner in Niederschückhausen.
1832 gehörten Oberschückhausen und Niederschückhausen der Großen Honschaft an, die ein Teil der Hückeswagener Außenbürgerschaft innerhalb der Bürgermeisterei Hückeswagen war. Die laut der Statistik und Topographie des Regierungsbezirks Düsseldorf als Weiler kategorisierte Orte besaßen zu dieser Zeit zwölf Wohnhäuser (acht in Oberschückhausen, vier in Niederschückhausen) und 20 landwirtschaftliche Gebäude (14 in Oberschückhausen, sechs in Niederschückhausen). Zu dieser Zeit lebten 84 Einwohner im Ort (55 in Oberschückhausen, 29 in Niederschückhausen), sechs katholischen und 78 evangelischen Glaubens.
Im Gemeindelexikon für die Provinz Rheinland werden für 1885 in Schückhausen 13 Wohnhäuser mit 96 Einwohnern angegeben. Der Ort gehörte zu dieser Zeit zur Landgemeinde Neuhückeswagen innerhalb des Kreises Lennep. 1895 besitzt der Ort 17 Wohnhäuser mit 76 Einwohnern, 1905 18 Wohnhäuser und 74 Einwohner.

## Wander- und Radwege
Folgende Wanderwege führen durch den Ort:
- Die SGV-Hauptwanderstrecke X19 (Schlösserweg) von Düsseldorf nach Dillenburg

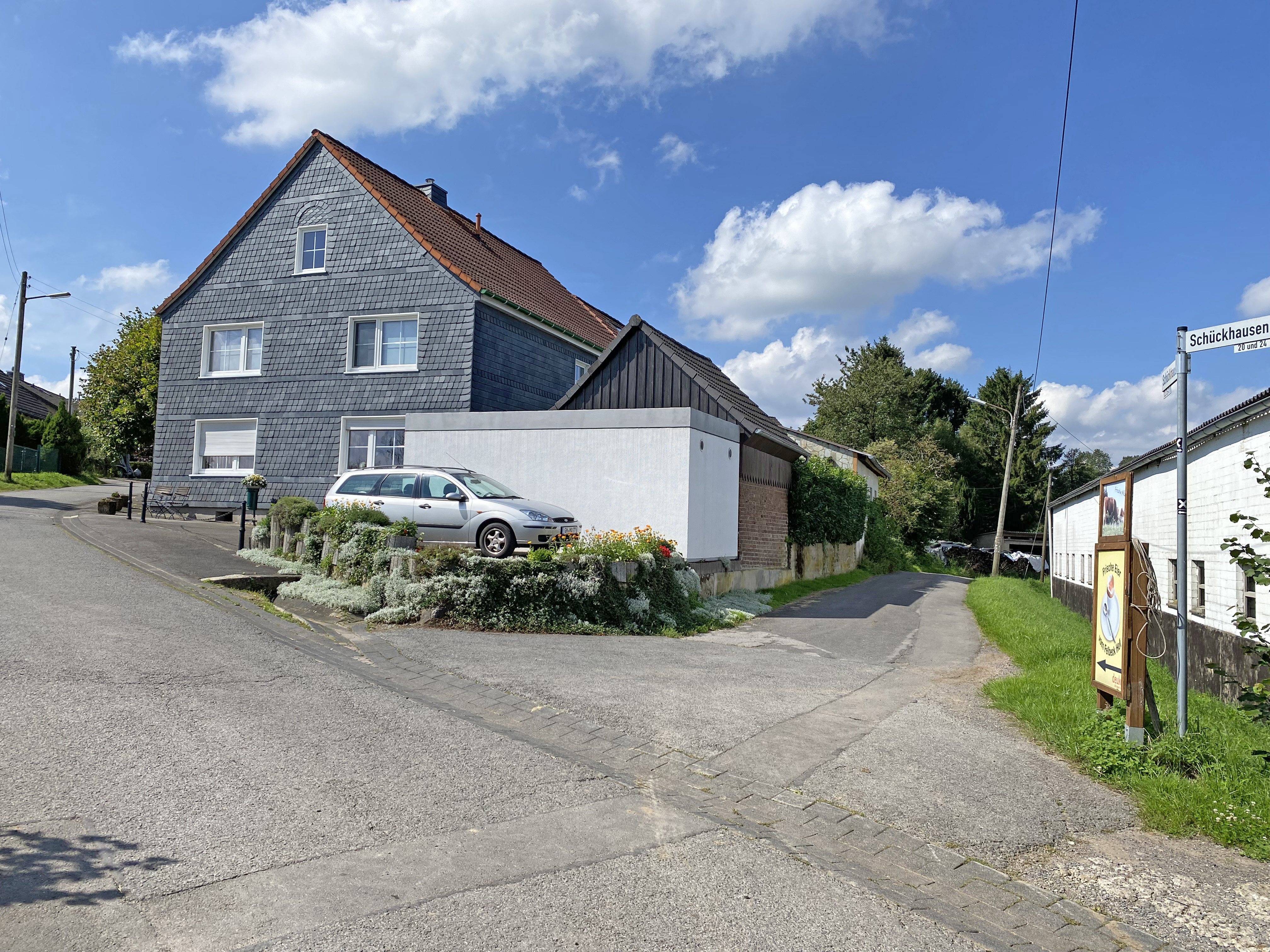
Schückhausen
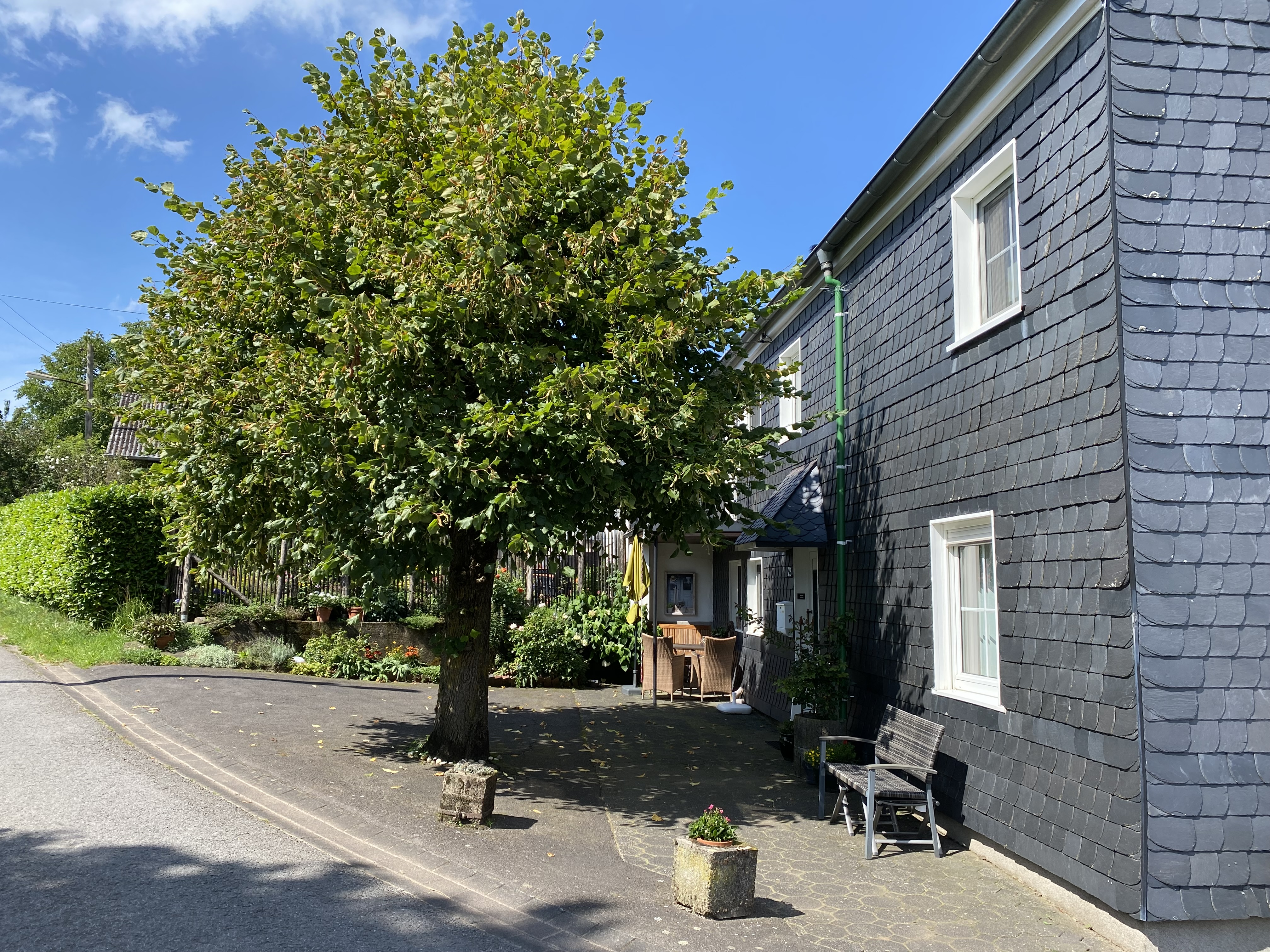
Schückhausen
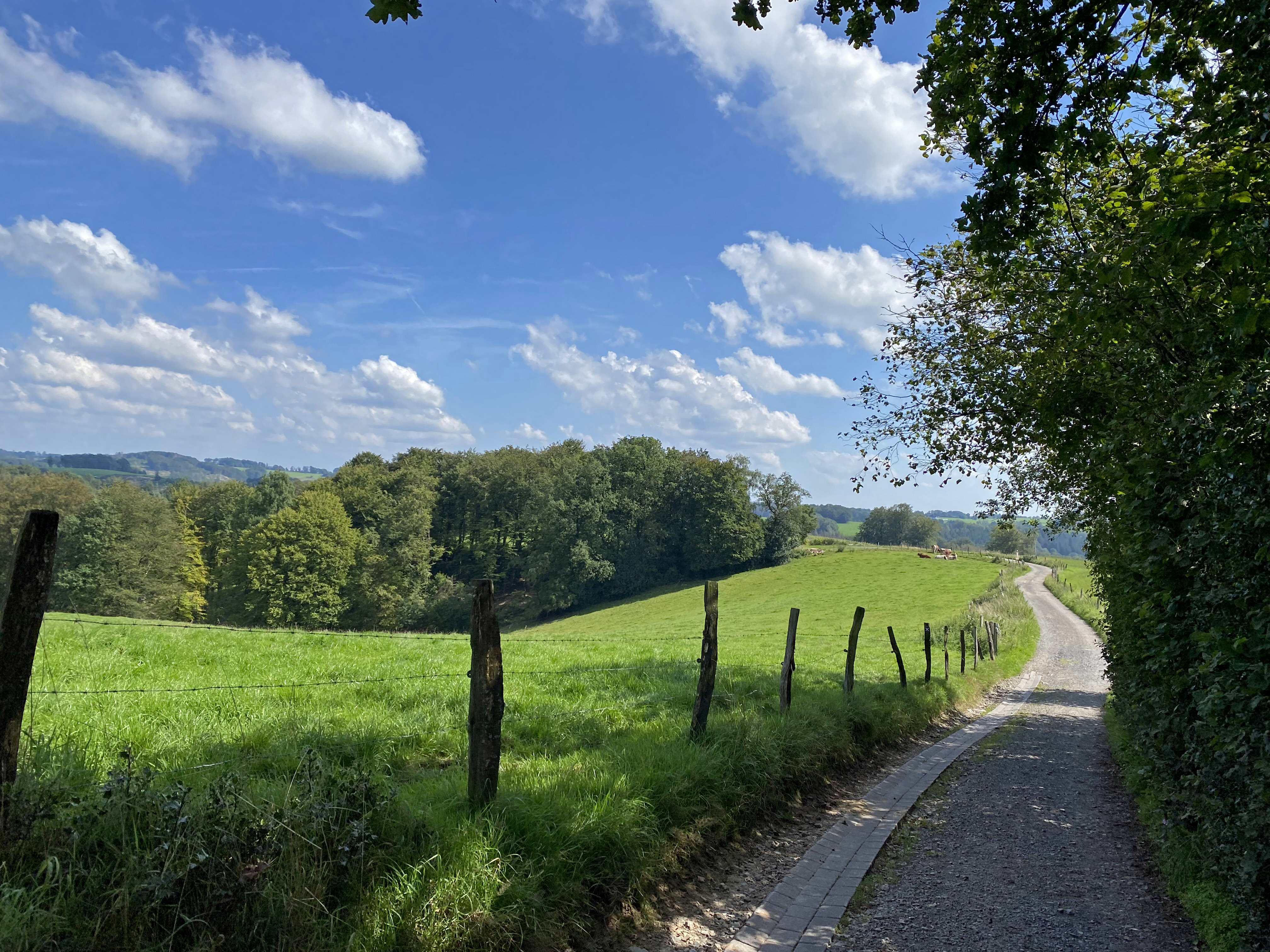
Wanderweg in Wickesberger Bachtal